# Palmirinha Onofre
Palmirinha Onofre (Bauru, 29 de junio de 1931-São Paulo, 7 de mayo de 2023) fue una presentadora, autora y cocinera brasilera.

## Biografía
Hija de Anna Zambulim y Felipe Nery.
Palmirinha falleció el 7 de mayo de 2023 a los 91 años, anunció su familia, estaba internada en la Unidad Paulista del Hospital Alemán Oswaldo Cruz.

## Filmografía
- 1993–1997, Note y Anote
- 1997–2000, Mujer TV Gazeta
- 1997-2000, Para ti
- 2000–2010, Presentador culinario de televisión
- 2012-2015, Programa Palmirinha Fox Life
- 2018–2023, Chef al pie de la oreja

## Libro
- 2017, A receita da minha vida.